# Чорний гумор

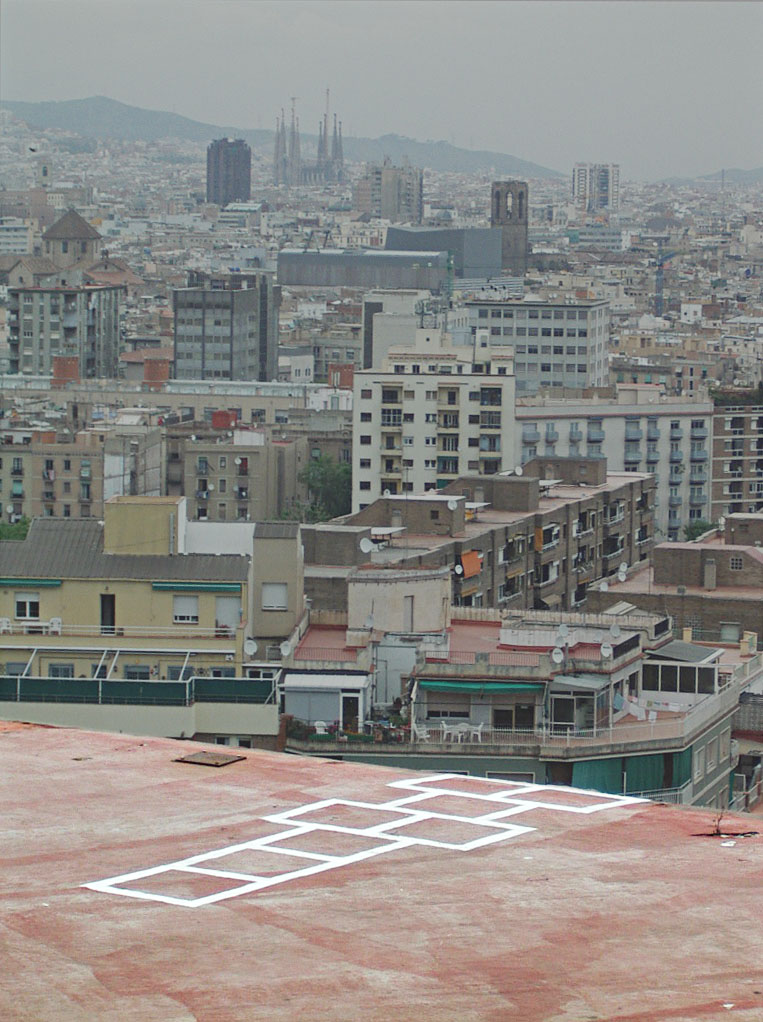
«Класики в забуття», Барселона (Іспанія)

Чорний гумор — гумор з домішкою цинізму, комічний ефект якого полягає в глузуваннях над смертю, насильством, хворобами, фізичними каліцтвами або іншими «похмурими», макабричними темами. Чорний гумор — звичайний складник абсурдистики в літературі і в кіно («Монті Пайтон», театр абсурду).

## Походження терміна
Термін «чорний гумор» (фр. humour noir) французького походження. Він зустрічається в символіста Гюїсманса в 1880-ті роки, однак у широкий ужиток його ввели адепти сюрреалізму, і передусім Андре Бретон, що склав в 1939 році «Антологію чорного гумору».
Бретон зводив джерела «чорного гумору» до літератури Просвітництва — до творів Свіфта («Скромна пропозиція»), Вольтера («Кандид»), Стерна («Трістрам Шенді»). Не позбавлені «чорного» відтінку деякі пародії на готичний роман. Для філософського обґрунтування похмурої комедії сюрреалісти залучали навчання Геґеля та Фрейда.

## У літературі
З творів XIX століття Бретон уписав у свою антологію твори Шарля Бодлера та Льюїса Керрола. В українській літературі елементи чорного гумору властиві творчості Івана Нечуя-Левицького, Остапа Вишні, Юрія Винничука. Чорний гумор присутній у вітчизняних гумористичних шоу, як-то «Маски», «Вар'яти» тощо.

## У кіно
На висміюванні священних або табуйованих тем побудована англійська «чорна комедія» (black comedy), до вершин якої належать післявоєнні фільми Ealing Studios («Добрі серця й корони», «Замочити стареньку») і продукція «Монті Пайтона». На початку 2000-х традиції жанру продовжували Едгар Райт («Зомбі на ім'я Шон», 2004), Алан Баттерворф («Заповіт Драммонда», 2010), Ойстен Карлсон («Даг», 2010) та інші режисери.
В інших кінематографічних традиціях також є місце для «комедії жахів» (comedy horror); її прояви дуже різноманітні — від «Балу вампірів» Р. Поланського до «Будинку» Нобухіко Обаясі, чи присвяченій загальній пародії на горор серії «Дуже страшне кіно» К. Веянса.
Чорний гумор характерний і для голлівудських режисерів — Роберта Земекіса («Смерть їй до лиця»), братів Коен («Бартон Фінк»), Квентіна Тарантіно («Скажені пси», «Кримінальне чтиво»), Тіма Бертона («Труп нареченої»), Девід Шор («Доктор Хаус») .

## В СРСР та пострадянських країнах
Різновид чорного гумору, так звані «садистські вірші», були невід'ємною частиною дитячого фольку.